# Alexander Alexandrowitsch Orlow
Alexander Alexandrowitsch Orlow (russisch Александр Александрович Орлов; * 13.jul. / 25. Oktober 1889greg. in Rostow am Don; † 23. Oktober 1974 in Leningrad) war ein russischer bzw. sowjetischer Balletttänzer, Theater- und Film-Schauspieler sowie Estradakünstler.

## Leben und Leistungen
Alexander Orlow wurde als unehelicher Sohn von Irina Wassiljewna Orlowa geboren, die später als Schneiderin arbeitete. Seinen Vater lernte er nie kennen.
Ab 1899 besuchte Orlow unter Wassili Fjorowitsch Felzer und Nikolai Petrowitsh Domaschjow die Moskauer Ballettschule, wechselte jedoch 1904 nach St. Petersburg, wo Michel Fokine und Michail Konstantinowitsch Obuchow seine Lehrer waren. Dem Abschluss im Jahr 1908 folgte ein Engagement am Mariinski-Theater, ehe er von 1909 bis 1911 für das Ensemble von Sergei Djagilew auftrat und hier in verschiedenen Hauptstädten Europas gastierte. Anschließend begann Orlows Laufbahn als Solotänzer, in der er viele populäre Rollen gab, u. a. den Iwanuschka in Das bucklige Pferdchen. Sein Tanz stand unter dem Einfluss der Choreografie Marius Petipas und Lew Iwanows. Am Mariinski-Theater trat er in Abständen bis 1924 auf und erwarb sich den Ruf, einer der wichtigsten Darsteller des Hauses zu sein. Als seine Stärke galt die Verbindung eines getragenen Stils mit grotesken Elementen. Er war zudem Tanzpartner von Jewgenija Wassiljewna Lopuchowa, der älteren Schwester Lidija Lopuchowas, und entwarf mit ihr 1911 das sehr populäre Bühnenstück Рязанской пляске (Rjasanskoi pljaske), dass auf russischer Folklore basierte und in dem sie in den Rollen eines Fabrikarbeiters und eines Landmädchens auftraten. Im Verlauf von drei Jahrzehnten brachten sie ihre Nummer etwa 5000 mal zur Aufführung. Ab 1915 trat er außerdem als Operettendarsteller auf, 1917 begann seine dreijährige Arbeit für das Palasttheater in Petrograd.
Anschließend war er bis 1923 beim Theater der komischen Oper von Konstantin Alexandrowitsch Mardschanow und zwischen 1924 und 1929 beim Musikkomödientheater „M. D. Ksendsowsk“ beschäftigt. Während der 1920er Jahre war Orlow auch als Darsteller in bekannten Dramen wie Nachtasyl und Der Kirschgarten zu sehen, widmete sich jedoch gleichfalls der Kleinkunst. Zusammen mit Leonid Utjossow gründete er seine eigene Estradabühne Утор (Utor). 1928 trat er in der Leningrader Musichall Чудеса XXI века (Tschudesa XXI weka) auf und stand in den 1920er und 1930er Jahren als Teil eines Gesangsquartetts auf der Bühne.
Am 17. September 1929 wechselte Orlow als Solist an das Leningrader Musikkomödientheater und war in dieser Position bis zum 1. Juli 1934 tätig. Es folgte ein Engagement in der Ballettabteilung des Maly Theaters, dass v. a. von Auftritten in Werken Fjodor Wassiljewitsch Lopuchows und der Arbeit unter dem Ballettmeister Leonid Michailowitsch Lawrowski geprägt war. Außerdem gehörten Das Märchen vom Popen und seinem Knecht Balda nach Puschkins gleichnamigen Kunstmärchen und Aschik-Kerib von Boris Assafjew zu seinem Repertoire. In der Nacht vom 8. zum 9. September 1941 erlitt Orlow infolge der Bombardierung Leningrads einen Armbruch und eine Gehirnerschütterung, konnte aber ab dem 7. Dezember die Solistenstelle an seiner ehemaligen Wirkungsstätte wieder einnehmen und verblieb hier bis zum Eintritt ins Rentenalter am 1. August 1958. Er verbrachte die gesamte Blockade in der Stadt, trat fast 2.000 mal an der Front auf und arbeitete auch als Militärkoch. Während der Jahre am Musikkomödientheater trat er in diversen populären Werken auf, z. B. Der Zigeunerbaron von Johann Strauss, Gräfin Mariza von Emmerich Kálmán und Freier Wind von Isaak Dunajewski.
Im Film war der dunkelhaarige Darsteller erstmals 1916 in Konstantin Mardschanows Любовь всесильна (Ljubow wsesilna) zu sehen. Bis Ende der 1940er Jahre folgten vereinzelt weitere Rollen, u. a. in Alexander Rasumnys Мать (Mat, 1919), der Erstverfilmung von Gorkis Die Mutter, und in der Musikkomödie Anton Iwanowitsch ärgert sich (1941). Erst ab 1954 trat er regelmäßig vor die Kamera, da Bühnenauftritte aufgrund des fortschreitenden Alters mühsam wurden. Eingedenk seines humoristischen Talents spezialisierte sich Orlow auf Komödien und Kinderfilme. Außerdem war er mit den Bühnenaufzeichnungen 12 стульев (12 stulew, 1966) nach dem Roman Zwölf Stühle und Большая кошачья сказка (Bolschaja koschatschja skaska), die auf einer Geschichte Karel Čapeks basiert, im Fernsehen präsent. Seinen Abschied gab er 1970 als Pächter in König Lear unter der Regie von Grigori Kosinzew.
Orlow starb kurz vor seinem 85. Geburtstag und wurde auf dem Friedhof am Krematorium in Leningrad beigesetzt.

## Privates und Ehrungen
Alexander Orlow war mit der Balletttänzerin Marija Wassiljewna Resnikowa-Sneschina, seiner Kollegin am Leningrader Musikkomödientheater, verheiratet.
Er war Träger des Titels Verdienter Künstler der RSFSR (1. Juni 1936), des Ehrenzeichens der Sowjetunion (11. März 1939), der Medaille „Für die Verteidigung Leningrads“ (1943), des Ordens des Roten Sterns (1945) sowie der Medaille „Für heldenmütige Arbeit im Großen Vaterländischen Krieg 1941–1945“.

## Bühnenarbeit (Auswahl)

### Mariinski-Theater
- La Fille mal gardée von Peter Ludwig Hertel, Marius Petipa und Lew Iwanow
- Das bucklige Pferdchen von Arthur Saint-Léon und Marius Petipa
- Le Pavillon d'Armide von Nikolai Tscherepnin und Michel Fokine
- Le Corsaire von Adolphe Adam und Marius Petipa
- La Flûte magique von Riccardo Drigo und Lew Iwanow
- La Fille du Pharaon von Cesare Pugni und Marius Petipa
- Don Quixote von Léon Minkus und Marius Petipa
- La Esmeralda von Cesare Pugni und Marius Petipa
- Raimonda von Alexander Glasunow und Marius Petipa
- Schwanensee von Pjotr Tschaikowski und Marius Petipa

### Leningrader Musikkomödientheater
- Der Glücksengel von Edmond Audran
- Der Zigeunerbaron und Die Fledermaus von Johann Strauss
- Die Zirkusprinzessin, Gräfin Mariza, Das Veilchen vom Montmartre und Die Bajadere von Emmerich Kálmán
- Девичий переполох (Dewitschi perepoloch) von Juri Sergejewitsch Miljutin
- Верный друг (Werny drug) von Wassili Solowjow-Sedoi
- Freier Wind, Das Goldene Tal und Женихи (Schenichi) von Isaak Dunajewski
- Hochzeit in Malinowka von Boris Alexandrowitsch Alexandrow
- Огоньки (Ogonki) von Georgi Swiridow
- La Périchole von Jacques Offenbach
- Der Vogelhändler von Carl Zeller
- Gasparone von Carl Millöcker
- Die lustige Witwe von Franz Lehár

## Filmografie (Auswahl)
- 1929: Das neue Babylon (Nowy Wawilon)
- 1941: Anton Iwanowitsch ärgert sich (Anton Iwanowitsch serditsja)
- 1947: Die Ballettsolistin (Solistka baleta)
- 1954: Der Ersatzspieler (Sapasnoi igrok)
- 1955: Die Tigerbändigerin (Ukrotitelniza tigrow)
- 1956: Der Fall Rumjanzew (Delo Rumjanzewa)
- 1958: In den Tagen des Oktober (W dni oktjabrja)
- 1960: Die Dame mit dem Hündchen (Dama s sobatschkoi)
- 1961: Vorsicht, Oma! (Ostoroschno, babuschka!)
- 1963: Kain XVIII
- 1963: Die leibeigene Schauspielerin (Krepostnaja aktrisa)
- 1966: Tibul besiegt die Dickwänste (Tri tolstjaka)
- 1966: Die Republik der Strolche (Respublika SchKID)
- 1967: In der Stadt S. (W gorode S.)
- 1967: Hochzeit in Malinowka (Swadba w Malinowke)
- 1968: Ein uraltes Märchen (Staraja, staraja skaska)
- 1970: König Lear (Korol Lir)